# Tulasi Dungari
Tulasi Dungari és una serralada de muntanyes principalment al districte de Visakhapatnam a Andhra Pradesh, amb una elevació mitjana de més de 900 msnm aproximadament. La muntanya més alta era el pic Tulasi, amb una elevació de 1.217 msnm. Durant el domini britànic aquestes muntanyes separaven el zamindar de Ramgiri del zamindar de Malkangiri.